# Carlina vulgaris
La carlina comune (nome scientifico Carlina vulgaris L. 1753) è una pianta angiosperma dicotiledone di aspetto erbaceo, con fusto eretto appartenente alla famiglia delle Asteraceae.

## Etimologia
Il nome del genere (proposto nel XIV secolo dal botanico aretino Andrea Cesalpino) sembra derivare da Carlo Magno che si illuse di usarla come medicinale durante una pestilenza dei suoi soldati nei pressi di Roma (informazione avuta in visione da un angelo). In altri testi si fa l'ipotesi che il nome derivi dalla parola carduncolos (diminutivo di cardo = “cardina” o “piccolo cardo”) e in definitiva da Carlo V, questo in riferimento alla somiglianza con le piante del genere “Cardo” (Asteraceae). Vulgaris significa "comune".

Nella lingua inglese questa pianta si chiama Carline thistle.

## Descrizione

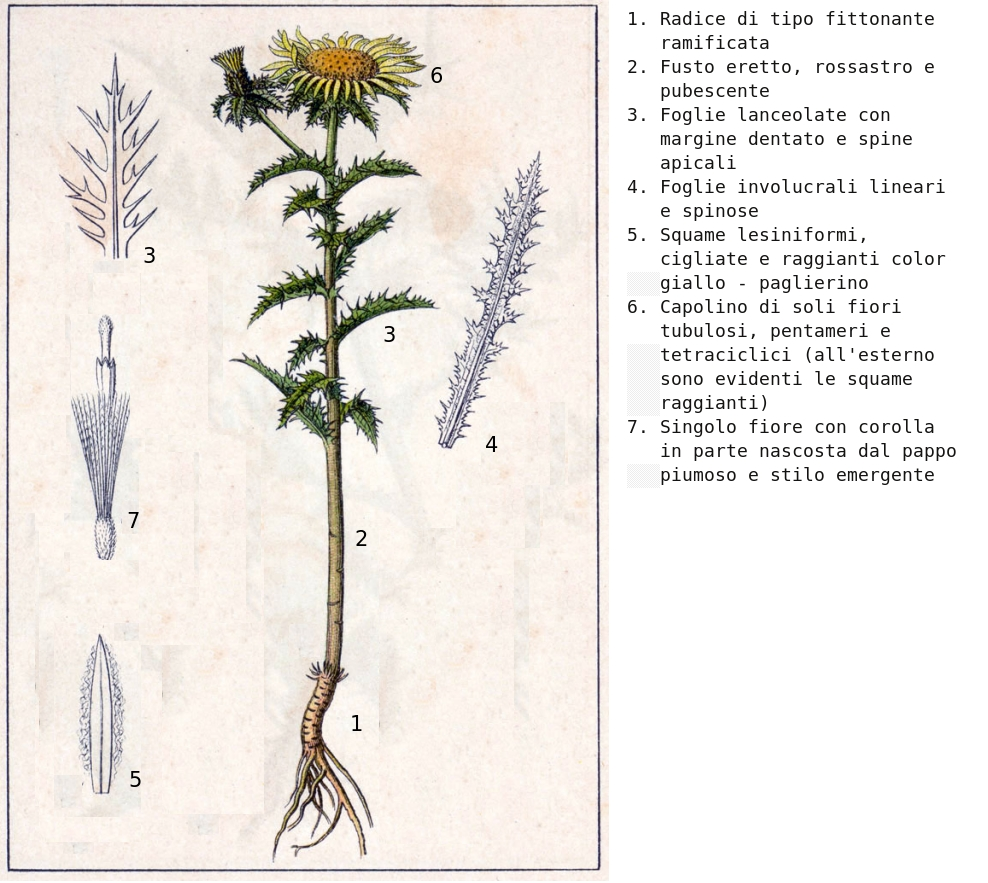
Descrizione delle parti della pianta

La pianta della “carlina comune” può raggiungere i 40 cm di altezza (raramente i 60 cm). La forma biologica della specie è emicriptofita scaposa ("H scap") : ossia è una pianta perennante tramite gemme posizionate al livello del terreno con fusto allungato non molto foglioso. Si tratta di una specie perenne (o biennale).

### Radici
La radice è un fittone lungo e ramificato.

### Fusto

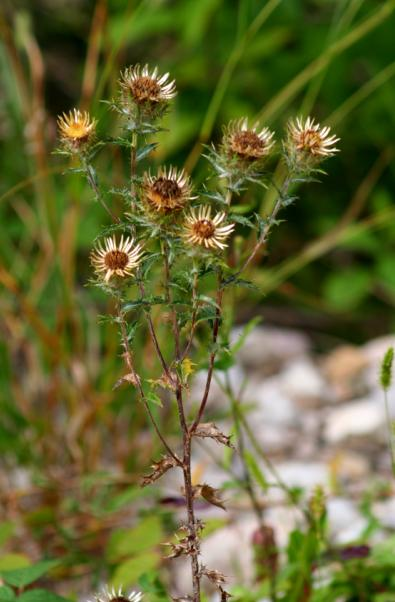
Fusto ramoso in alto
Torrente Cicogna, Limana(BL), 360 m s.l.m. - Settembre 2007

In fusto si presenta tenace ed eretto di colore rossastro con striature. Nella parte alta è ramoso - corimboso ed è percorso da peli per tutta la sua lunghezza (può essere anche tomentoso e a volte ragnateloso)

### Foglie
- Foglie basali: la foglie basali sono lunghe 6 – 8 cm; hanno la forma ovato - lanceolata e il margine è dentato come nei cardi. Le spine terminali (che sono il proseguimento della nervatura centrale) sono piuttosto robuste.
- Foglie cauline: le foglie cauline si presentano in tre tipologie diverse a seconda della posizione lungo il fusto;

(1) foglie alla base del fusto (non è la rosetta basale!) : sono di forma ovale – oblunga (la base della foglia è cuoriforme), sono inoltre brevemente picciolate e sub – patenti; lunghezza fino a 15 cm;
(2) nella parte mediana sono sessili (o semiamplessicauli), un po' coriacee e di forma ovale - lanceolata e patenti con spine di 2 – 4 mm; dimensione: larghezza 1 cm, lunghezza 3 – 5 cm;
(3) le foglie appena sotto il capolino sono trasformate in brattee spinose; sono cigliate e carenate.
In tutti i casi la pagina inferiore della foglia è sparsamente tomentosa (o ragnatelosa) e comunque pubescente; il colore è grigio – verde; i margini sono dentati con robusti aculei. La consistenza delle foglie è cartilaginea. Questa pianta sverna con solamente una rosetta basale di foglie.

### Infiorescenza

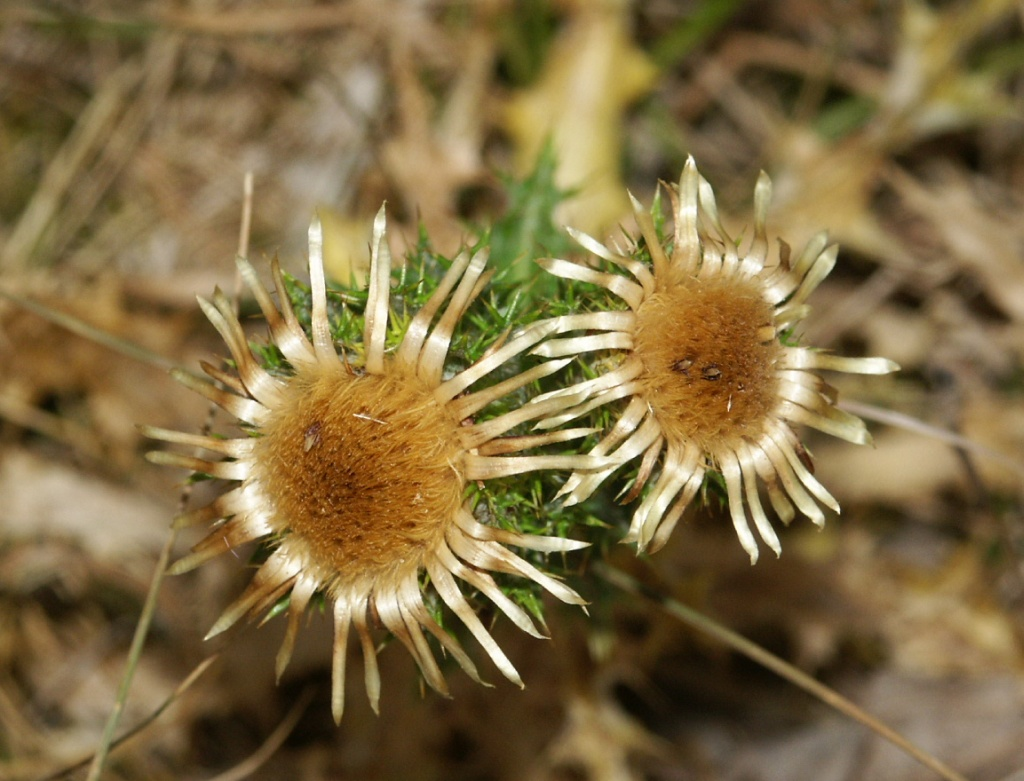
Capolini con fiori tubulosi

L'infiorescenza è composta da numerosi capolini terminali peduncolati. I capolini sono sorretti da un involucro cilindrico di squame circondato da foglie involucrali (brattee). Anche le squame si presentano in tre tipologie diverse:
(1) le squame esterne dell'involucro (quelle inferiori) sono di tipo fogliare (brattee o foglie involucrali), sono appressate e più brevi delle squame vere e proprie (lesiniforme); larghezza 2,5 mm, lunghezza 15 – 17 mm;
(2) le squame centrali sono simili alle esterne ma più spinose;
(3) le squame superiori sono strette, lesiniforme, riflesse e raggianti (sembrano fiori lugulati, ma non lo sono!); sono disposte in due serie:  quelle inferiori sono larghe 1 mm e lunghe 10 mm con spine pennate nerastre; quelle superiori sono larghe 0,6 – 0,7 mm e lunghe 17-18 mm; sono giallastre (giallo paglierino) all'apice e quasi purpuree alla base.
Dimensione del capolino : 2 – 4 cm (con le foglie involucrali arriva fino a 12 cm).

### Fiori
I fiori sono tutti del tipo tubuloso(il tipo ligulato, i fiori del raggio, presente nella maggioranza delle Asteraceae, qui è assente), sono inoltre ermafroditi, tetra-ciclici (calice – corolla – androceo – gineceo), pentameri e attinomorfi.
- Formula fiorale:

- /x K {\displaystyle \infty }, [C (5), A (5)], G 2 (infero), achenio

- Calice: i sepali del calice sono ridotti ad una coroncina di squame.
- Corolla: la corolla è di colore giallastro o giallo – paglierino a volte purpurea all'apice. La forma è tubolare e termina con 5 denti. Dimensione della corolla: larghezza 0,2 mm, lunghezza 11 mm.
- Androceo: gli stami, inseriti alla base, sono 5 con filamenti liberi; le antere caudate (con coda) sono saldate fra di loro e formano un manicotto circondante lo stilo.
- Gineceo: l'ovario è infero e uniloculare formato da 2 carpelli; lo stilo è unico con uno stimma terminale bifido giallo e glabro (è presente solamente un ciuffo di peli all'apice dello stilo). Lo stimma emerge dal tubo corollino.
- Fioritura: da giugno a settembre.

### Frutti

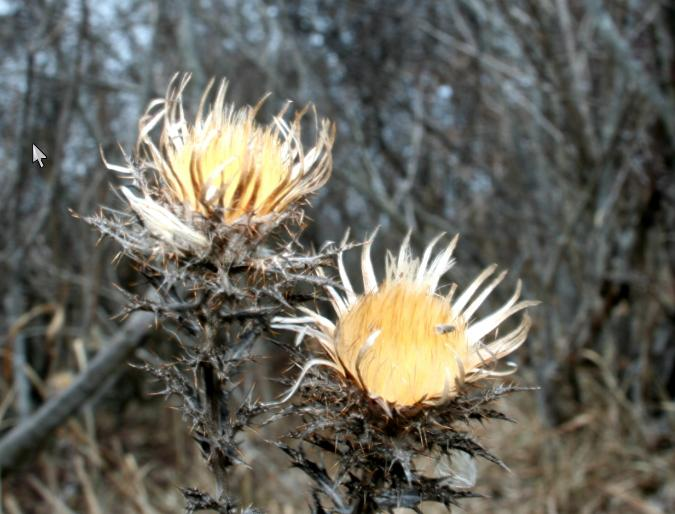
Capolino in inverno con pappo piumoso
Pagogna, Mel (BL), 250 m s.l.m. - Gennaio 2007

I frutti sono acheni di color ruggine, pubescenti con pappo lungo 7 – 8 mm composto da 10 – 12 setole piumose e pelose.

## Biologia
- Impollinazione: l'impollinazione avviene tramite insetti (impollinazione entomogama tramite farfalle diurne e notturne e api).
- Riproduzione: la fecondazione avviene fondamentalmente tramite l'impollinazione dei fiori (vedi sopra).
- Dispersione: i semi (gli acheni) cadendo a terra sono successivamente dispersi soprattutto da insetti tipo formiche (disseminazione mirmecoria). In questo tipo di piante avviene anche un altro tipo di dispersione: zoocoria. Infatti gli uncini delle brattee dell'involucro si agganciano ai peli degli animali di passaggio disperdendo così anche su lunghe distanze i semi della pianta.

## Distribuzione e habitat

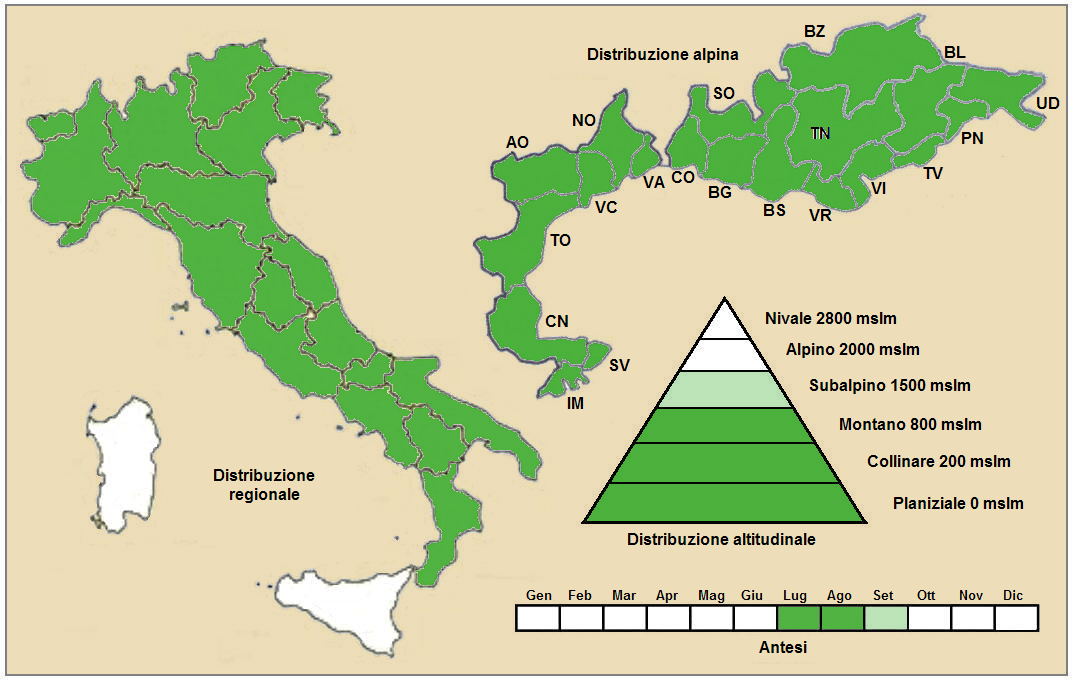
Distribuzione della pianta
(Distribuzione regionale – Distribuzione alpina)

- Geoelemento: il tipo corologico è "Eurosiberiano" (zone fredde e temperato – fredde dell'Eurasia); ma anche "Centro-Europeo".
- Distribuzione: si trova facilmente in Europa e in Asia (Siberia); in Italia è comune su tutta la penisola (è assente nelle isole). Nelle Alpi è ovunque comune (sia sul versante italiano che all'estero). Sugli altri rilievi europei si trova nella Foresta Nera, Vosgi, Massiccio del Giura, Massiccio Centrale, Pirenei, Alpi Dinariche, Monti Balcani e Carpazi.[11]
- Habitat: la pianta è basifila e calciofila e la si può trovare nei cedui, prati aridi e boschi radi e termofili (boschi relativamente “caldi”), ma anche in ambienti rocciosi (pinete e gineprai), o in luoghi incolti. Questa pianta non ha particolari esigenze pedologiche per cui si può ritrovare sia su sabbie mobili (non fissate), sia sulle spiagge abbandonate, così come sulle colline o montagne. Ciò indica che questa pianta non ha particolari esigenze di terreno che può essere anche incoerente ma comunque ben drenato. Il substrato preferito è calcareo ma anche calcareo/siliceo con pH basico, bassi valori nutrizionali del terreno che deve essere umido
- Distribuzione altitudinale: la carlina comune si trova dal piano a 1.800 m s.l.m.; frequenta quindi il piano vegetazionale montano e collinare (oltre a quello planiziale – a livello del mare).

### Fitosociologia
Dal punto di vista fitosociologico alpino la specie di questa voce appartiene alla seguente comunità vegetale:
Formazione: delle comunità a emicriptofite e camefite delle praterie rase magre secche.
Classe: Festuco-Brometea
Ordine: Brometalia erecti
Dal punto di vista fitosociologico italiano, la specie di questa voce frequenta la fascia delle foreste collinari e montane in aree marginali aperte (prati steppici di "Brometalia").

## Tassonomia
La famiglia di appartenenza di questa voce (Asteraceae o Compositae, nomen conservandum) probabilmente originaria del Sud America, è la più numerosa del mondo vegetale, comprende oltre 23.000 specie distribuite su 1.535 generi, oppure 22.750 specie e 1.530 generi secondo altre fonti (una delle checklist più aggiornata elenca fino a 1.679 generi). La famiglia attualmente (2021) è divisa in 16 sottofamiglie.
La tribù Cardueae (della sottofamiglia Carduoideae) a sua volta è suddivisa in 12 sottotribù (la sottotribù Carlininae è una di queste).

### Filogenesi
Su questa sottotribù non sono state fatte finora delle specifiche analisi filogenetiche sul DNA, ma solo ristrette ricostruzioni su alcune specie. La sottotribù sembra aver avuto un'origine africana in quanto Carlininae è probabilmente il gruppo basale della tribù Cardueae e formano un “gruppo fratello” con altre due sottotribù (Oldenburgieae e Tarchonantheae entrambe della sottofamiglia Tarchonanthoideae) che in base alle ultime ricerche risultano di origine africana (altre precedenti ipotesi di origine di questo gruppo, come specie endemiche insulari di Creta e della Macaronesia, sono da eliminare).
Il genere Carlina L. contiene circa 30 specie distribuite soprattutto nell'emisfero boreale, di cui una decina sono proprie della flora italiana, con habitat in preferenza situati in zone temperate.
Il numero cromosomico di C. vulgaris è: 2n = 20.

### Varietà
La Carlina vulgaris insieme alla Carlina biebersteinii  Hornem. forma un complesso polimorfo con diversi tipi di transizione tra queste due specie. A confondere la tassonomia sono anche le denominazioni diverse che in passato si usavano per queste entità: la Carlina bierbersteinii era chiamata Carlina stricta (Rouy) Fritsch, mentre con il nome di Carlina intermedia  Schur. ora si individua la Carlina bierbersteinii subsp. brevibracteata. Anche la Carlina longifolia Rchb., ora sinonimo di vulgaris, era considerata una specie a sé facente parte di questo complesso polimorfo.

Attualmente come varietà presente in Italia viene considerata solamente la Carlina vulgaris subsp. spinosa (Velen) Vandas presente in Toscana, Abruzzo, Calabria e Sicilia.

### Ibridi
In questo elenco è indicato un ibrido intragenerico:
- Carlina × heribaudii Chassagne (1957) – Ibrido fra: Carlina vulgaris e Carlina biebersteinii.

### Sinonimi
La specie Carlina vulgaris, in altri testi, può essere chiamata con nomi diversi. L'elenco che segue indica alcuni tra i sinonimi più frequenti:
- Carlina acanthophylla  Hausskn. - Sinonimo della subsp. spinosa
- Carlina arophila Lamotte
- Carlina caulescens  Gilib.
- Carlina complanata  Schur 
- Carlina corymbosa  Scop. ex Steud.
- Carlina corymbosa var. gracilis  Formánek - Sinonimo della subsp. spinosa
- Carlina dolopica  Formánek - Sinonimo della subsp. spinosa
- Carlina flavispina  Simonk.
- Carlina longifolia  Viv.
- Carlina maritima  Rouy
- Carlina racemosa  Gilib.
- Carlina radiata  Viv.
- Carlina rhodopea  Formánek
- Carlina rhodopea var. plicata  Formánek
- Carlina rigida  Formánek - Sinonimo della subsp. spinosa
- Carlina rigida var. humilis  Formánek - Sinonimo della subsp. spinosa
- Carlina rigida var. othryana  Formánek - Sinonimo della subsp. spinosa
- Carlina rigida var. pallida  Formánek - Sinonimo della subsp. spinosa
- Carlina rigida var. rugulosa  Formánek - Sinonimo della subsp. spinosa
- Carlina semiamplexicaulis  Formánek
- Carlina striata  Formánek
- Carlina striata var. angustifolia  Formánek
- Carlina striata var. ciliata  Formánek
- Carlina subfusca  Nyman
- Carlina sylvestris  Bubani
- Carlina taurica  Klokov
- Carlina tristis  Salisb.
- Carlina vulgaris subsp. acanthophylla  (Hausskn.) Meusel & Kästner - Sinonimo della subsp. spinosa
- Carlina vulgaris var. humilis  Rouy - Sinonimo della subsp. spinosa
- Carlina vulgaris var. macrocephala  Velen. - Sinonimo della subsp. spinosa
- Carlina vulgaris var. rigida  (Forman) Vandas - Sinonimo della subsp. spinosa
- Carlina vulgaris var. spinosa  (Velen.) Bornm - Sinonimo della subsp. spinosa
- Chromatolepis vulgaris  Dulac

### Specie simili

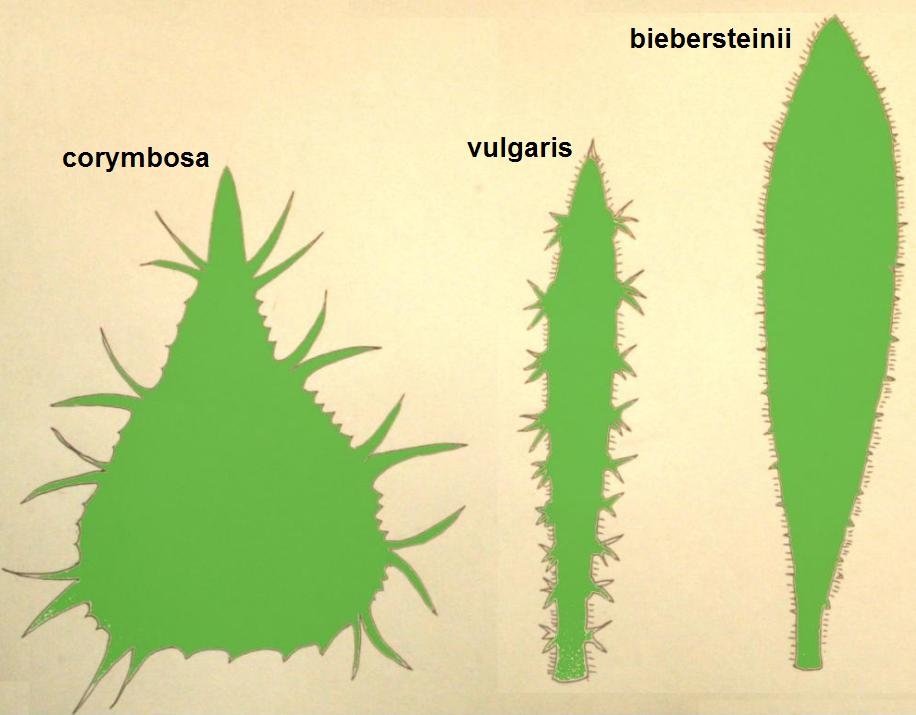
Foglie basali di C. corymbosa, C. vulgaris e C. biebersteinii

Le “carline” abbastanza simili e quindi confondibili possono essere distinte tra l'altro dalla forma delle foglie. Il disegno a lato mostra le varie forme delle foglie.

## Usi

### Farmacia
- Proprietà curative: viene considerata una pianta diaforetica (agevola la traspirazione della cute) e purgante.

### Cucina
I fiori sono eduli; è inoltre una buona pianta mellifera.

## Galleria d'immagini

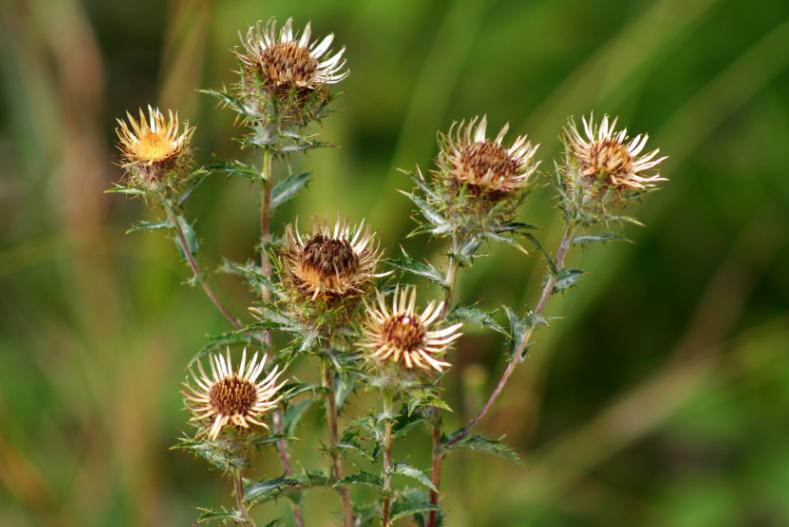
Pagogna, Mel (BL), 250 m s.l.m. - Gennaio 2007
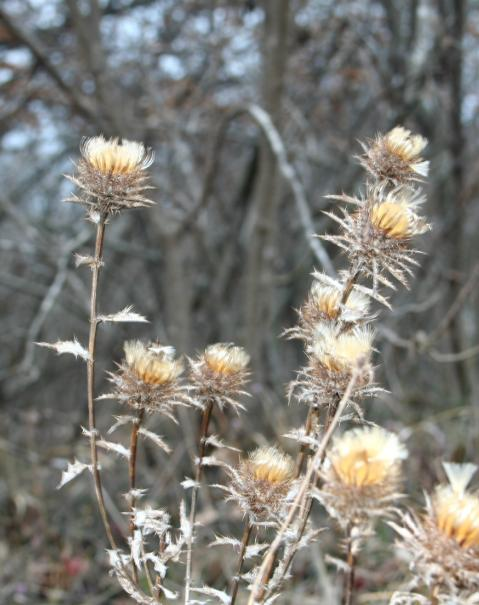
Torrente Cicogna, Limana(BL), 360 m s.l.m. - Settembre 2007
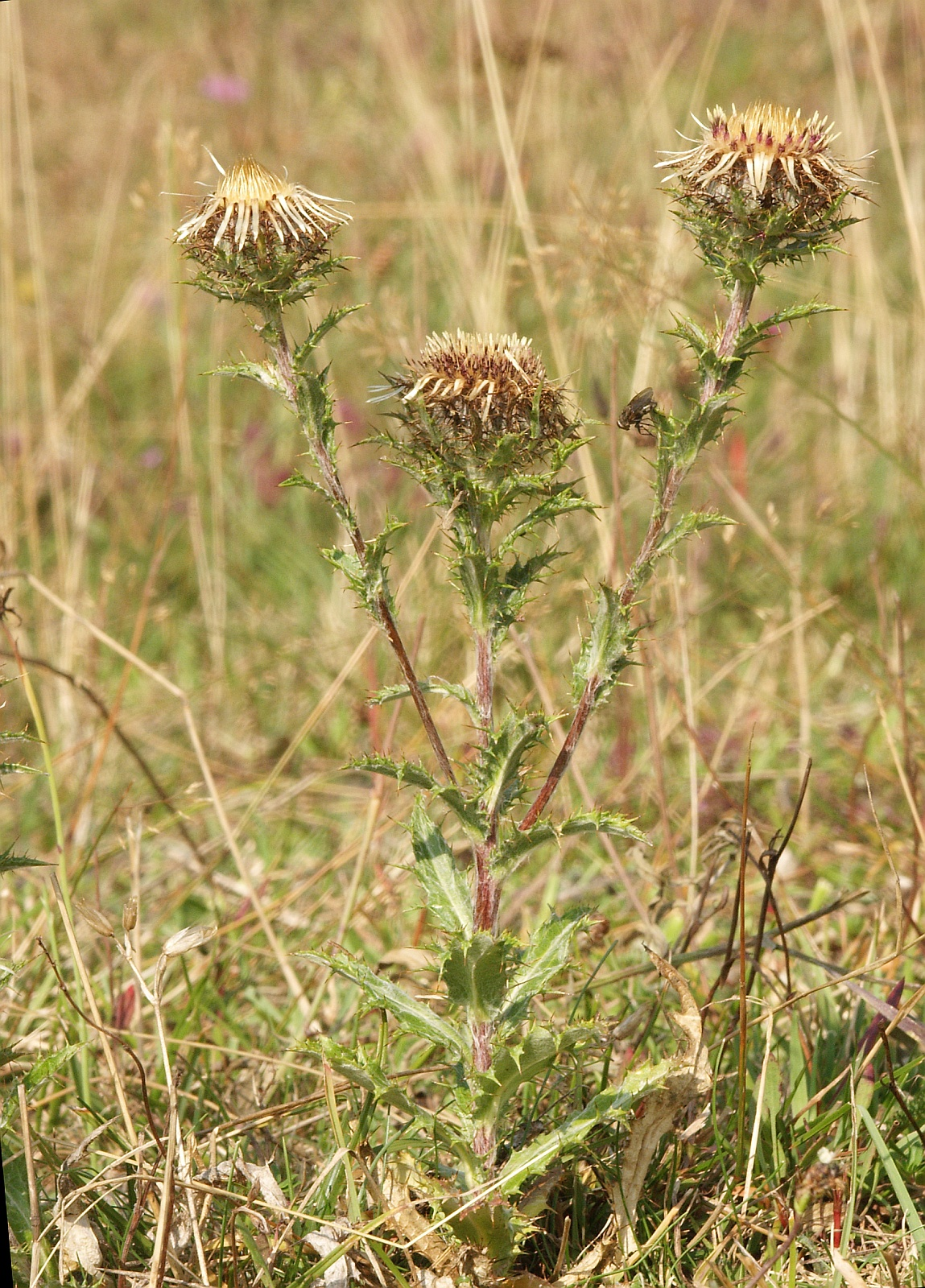
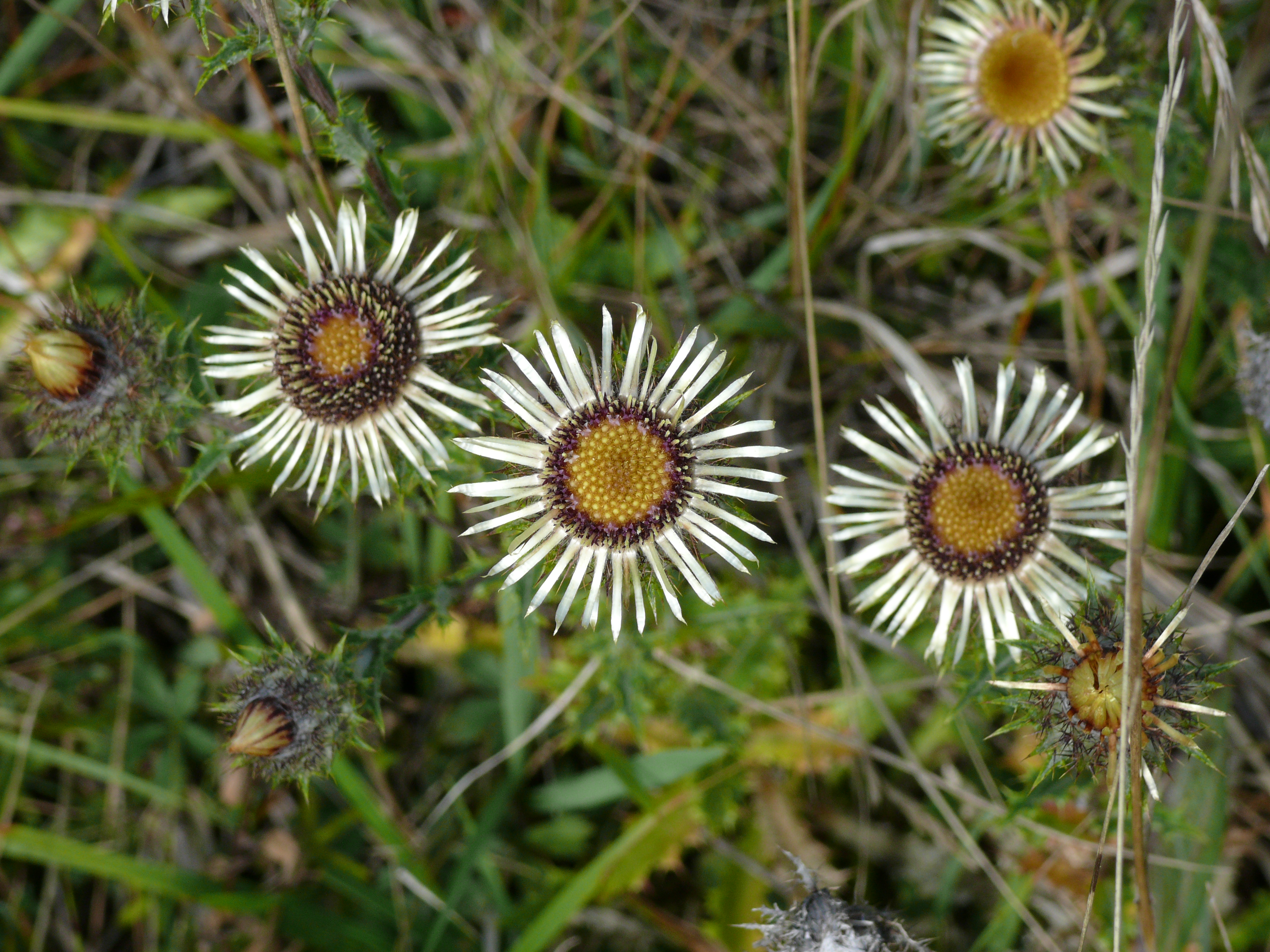